# San Benito (kommunhuvudort)
San Benito är en kommunhuvudort i Guatemala.   Den ligger i kommunen Municipio de San Benito och departementet Petén, i den norra delen av landet, 260 km norr om huvudstaden Guatemala City. San Benito ligger 128 meter över havet och antalet invånare är 30 764. Den ligger vid sjön Lake Petén Itzá.
Terrängen runt San Benito är huvudsakligen platt, men norrut är den kuperad. San Benito ligger nere i en dal. Runt San Benito är det glesbefolkat, med 17 invånare per kvadratkilometer. San Benito är det största samhället i trakten. I omgivningarna runt San Benito växer huvudsakligen savannskog.